# Vappolotes hei
Espèce
Vappolotes hei est une espèce d'araignées aranéomorphes de la famille des Agelenidae.

## Distribution
Cette espèce est endémique du Sichuan en Chine,. Elle se rencontre à Jiangyou dans la grotte Li Bai.

## Description
Le mâle holotype mesure 5,55 mm et la femelle paratype 5,78 mm.

## Systématique et taxinomie
Cette espèce a été décrite par Li, Zhao et Li en 2023.

## Étymologie
Cette espèce est nommée en l'honneur de Li He.

## Publication originale
- Li, Zhao & Li, 2023 : « Three new species of the genus Vappolotes Zhao & Li, 2019 (Araneae, Agelenidae) from southwest China. » Zootaxa, no 5270(2), p. 325-336.